# Puchar Świata w Kolarstwie Górskim 1993
Puchar Świata w kolarstwie górskim w sezonie 1993 to 3. edycja tej imprezy. Organizowany przez UCI, obejmował zawody dla kobiet i mężczyzn w cross-country oraz (pierwszy raz w historii) w dwonhillu. Pierwsze zawody odbyły się 25 kwietnia 1993 roku w hiszpańskiej Barcelonie, a ostatnie 4 września 1993 roku w stolicy Niemiec, Berlinie.
Pucharu Świata w cross-country bronili: Amerykanka Ruthie Matthes wśród kobiet oraz Szwajcar Thomas Frischknecht wśród mężczyzn. W tym sezonie triumfowali: kolejna Amerykanka, Juli Furtado wśród kobiet oraz ponownie Thomas Frischknecht wśród mężczyzn. W downhillu najlepsi byli reprezentanci Niemiec: Jürgen Beneke wśród mężczyzn i Regina Stiefl wśród kobiet.

## Wyniki

### Cross-country
| Data                 | Miejsce            | Podium (mężczyźni)  | Podium (kobiety)   |
|                      |                    |                     |                    |
| 25 kwietnia 1993     | Barcelona          | Thomas Frischknecht | Juli Furtado       |
| 25 kwietnia 1993     | Barcelona          | Peter Hric          | Alison Sydor       |
| 25 kwietnia 1993     | Barcelona          | Daryl Price         | Caroline Alexander |
|                      |                    |                     |                    |
| 2 maja 1993          | Bassano del Grappa | Mike Kluge          | Juli Furtado       |
| 2 maja 1993          | Bassano del Grappa | Thomas Frischknecht | Alison Sydor       |
| 2 maja 1993          | Bassano del Grappa | Daniele Bruschi     | Chantal Daucourt   |
|                      |                    |                     |                    |
| 9 maja 1993          | Houffalize         | Mike Kluge          | Juli Furtado       |
| 9 maja 1993          | Houffalize         | John Tomac          | Alison Sydor       |
| 9 maja 1993          | Houffalize         | Jan Wiejak          | Silvia Fürst       |
|                      |                    |                     |                    |
| 20 czerwca 1993      | Mount Snow         | Thomas Frischknecht | Juli Furtado       |
| 20 czerwca 1993      | Mount Snow         | Peter Hric          | Ruthie Matthes     |
| 20 czerwca 1993      | Mount Snow         | David Wiens         | Chantal Daucourt   |
|                      |                    |                     |                    |
| 27 czerwca 1993      | Mont-Sainte-Anne   | Tinker Juarez       | Juli Furtado       |
| 27 czerwca 1993      | Mont-Sainte-Anne   | Thomas Frischknecht | Ruthie Matthes     |
| 27 czerwca 1993      | Mont-Sainte-Anne   | Peter Hric          | Sara Ballantyne    |
|                      |                    |                     |                    |
| 4 lipca 1993         | Bromont            | Gerhard Zadrobilek  | Juli Furtado       |
| 4 lipca 1993         | Bromont            | Tim Gould           | Alison Sydor       |
| 4 lipca 1993         | Bromont            | John Tomac          | Ruthie Matthes     |
|                      |                    |                     |                    |
| 11 lipca 1993        | Vail               | Beat Wabel          | Juli Furtado       |
| 11 lipca 1993        | Vail               | Don Myrah           | Ruthie Matthes     |
| 11 lipca 1993        | Vail               | John Weissenrieder  | Susan DeMattei     |
|                      |                    |                     |                    |
| 25 lipca 1993        | Mammoth Lakes      | David Wiens         | Juli Furtado       |
| 25 lipca 1993        | Mammoth Lakes      | Tim Gould           | Susan DeMattei     |
| 25 lipca 1993        | Mammoth Lakes      | John Tomac          | Jill Smith         |
|                      |                    |                     |                    |
| 29 sierpnia 1993     | Plymouth           | David Baker         | Ruthie Matthes     |
| 29 sierpnia 1993     | Plymouth           | Ned Overend         | Susan DeMattei     |
| 29 sierpnia 1993     | Plymouth           | John Tomac          | Jill Smith         |
|                      |                    |                     |                    |
| 4 września 1993      | Berlin             | Henrik Djernis      | Juli Furtado       |
| 4 września 1993      | Berlin             | Albert Iten         | Alison Sydor       |
| 4 września 1993      | Berlin             | John Tomac          | Ruthie Matthes     |
|                      |                    |                     |                    |
|                      |                    | Podium (mężczyźni)  | Podium (kobiety)   |
| Klasyfikacja końcowa | Puchar Świata XC   | Thomas Frischknecht | Juli Furtado       |
| Klasyfikacja końcowa | Puchar Świata XC   | John Tomac          | Ruthie Matthes     |
| Klasyfikacja końcowa | Puchar Świata XC   | Peter Hric          | Alison Sydor       |

### Downhill
| Data                 | Miejsce          | Podium (mężczyźni) | Podium (kobiety) |
|                      |                  |                    |                  |
| 6 czerwca 1993       | Cap-d'Ail        | Nicolas Vouilloz   | Giovanna Bonazzi |
| 6 czerwca 1993       | Cap-d'Ail        | Jürgen Beneke      | Regina Stiefl    |
| 6 czerwca 1993       | Cap-d'Ail        | Stefano Migliorini | Rita Bürgi       |
|                      |                  |                    |                  |
| 13 czerwca 1993      | Lillehammer      | Rune Høydahl       | Regina Stiefl    |
| 13 czerwca 1993      | Lillehammer      | Jürgen Beneke      | Giovanna Bonazzi |
| 13 czerwca 1993      | Lillehammer      | Morten Jemtegaard  | Brigitta Kasper  |
|                      |                  |                    |                  |
| 27 czerwca 1993      | Mont-Sainte-Anne | John Tomac         | Missy Giove      |
| 27 czerwca 1993      | Mont-Sainte-Anne | Dave Cullinan      | Regina Stiefl    |
| 27 czerwca 1993      | Mont-Sainte-Anne | Jake Watson        | Penny Davidson   |
|                      |                  |                    |                  |
| 10 lipca 1993        | Vail             | Dave Cullinan      | Missy Giove      |
| 10 lipca 1993        | Vail             | Jimmy Deaton       | Giovanna Bonazzi |
| 10 lipca 1993        | Vail             | Stefano Migliorini | Penny Davidson   |
|                      |                  |                    |                  |
| ?                    | Hunter Mountain  | Jürgen Beneke      | Regina Stiefl    |
| ?                    | Hunter Mountain  | Stefano Migliorini | Giovanna Bonazzi |
| ?                    | Hunter Mountain  | John Tomac         | Leigh Donovan    |
|                      |                  |                    |                  |
| ?                    | Kaprun           | Jürgen Beneke      | Regina Stiefl    |
| ?                    | Kaprun           | Jürgen Sprich      | Giovanna Bonazzi |
| ?                    | Kaprun           | John Tomac         | Missy Giove      |
|                      |                  |                    |                  |
|                      |                  | Podium (mężczyźni) | Podium (kobiety) |
| Klasyfikacja końcowa | Puchar Świata DH | Jürgen Beneke      | Regina Stiefl    |
| Klasyfikacja końcowa | Puchar Świata DH | John Tomac         | Giovanna Bonazzi |
| Klasyfikacja końcowa | Puchar Świata DH | Stefano Migliorini | Missy Giove      |